# Estació de Manresa-Viladordis
Manresa-Viladordis és una estació subterrània de la línia R5 i R50 de la Línia Llobregat-Anoia de FGC situada sota l'avinguda de Francesc Macià al barri de Viladordis de Manresa a la comarca del Bages.Aquesta estació es va inaugurar el 1985.
Es tracta d'un baixador en via única amb una sola andana que dóna servei als trens en tots dos sentits: Manresa - Baixador i Plaça Espanya. Consta d'un accés amb ascensor al l'avinguda Francesc Macià, situada dins un edicle de vidre.
A més d'aquesta, el municipi de Manresa té dues estacions més de la Línia Llobregat-Anoia de FGC: Manresa-Alta i Manresa-Baixador. També té l'estació de Manresa de Rodalies de Catalunya.
| Línia Llobregat-Anoia de FGC |                           |       |              |                        |
| Procedència/Destinació       | <                         | Línia | >            | Procedència/Destinació |
| Barcelona - Pl. Espanya      | Sant Vicenç - Castellgalí |       | Manresa-Alta | Manresa-Baixador       |
| Barcelona - Pl. Espanya      | Sant Vicenç - Castellgalí |       | Manresa-Alta | Manresa-Baixador       |